# Maria (bolacha)

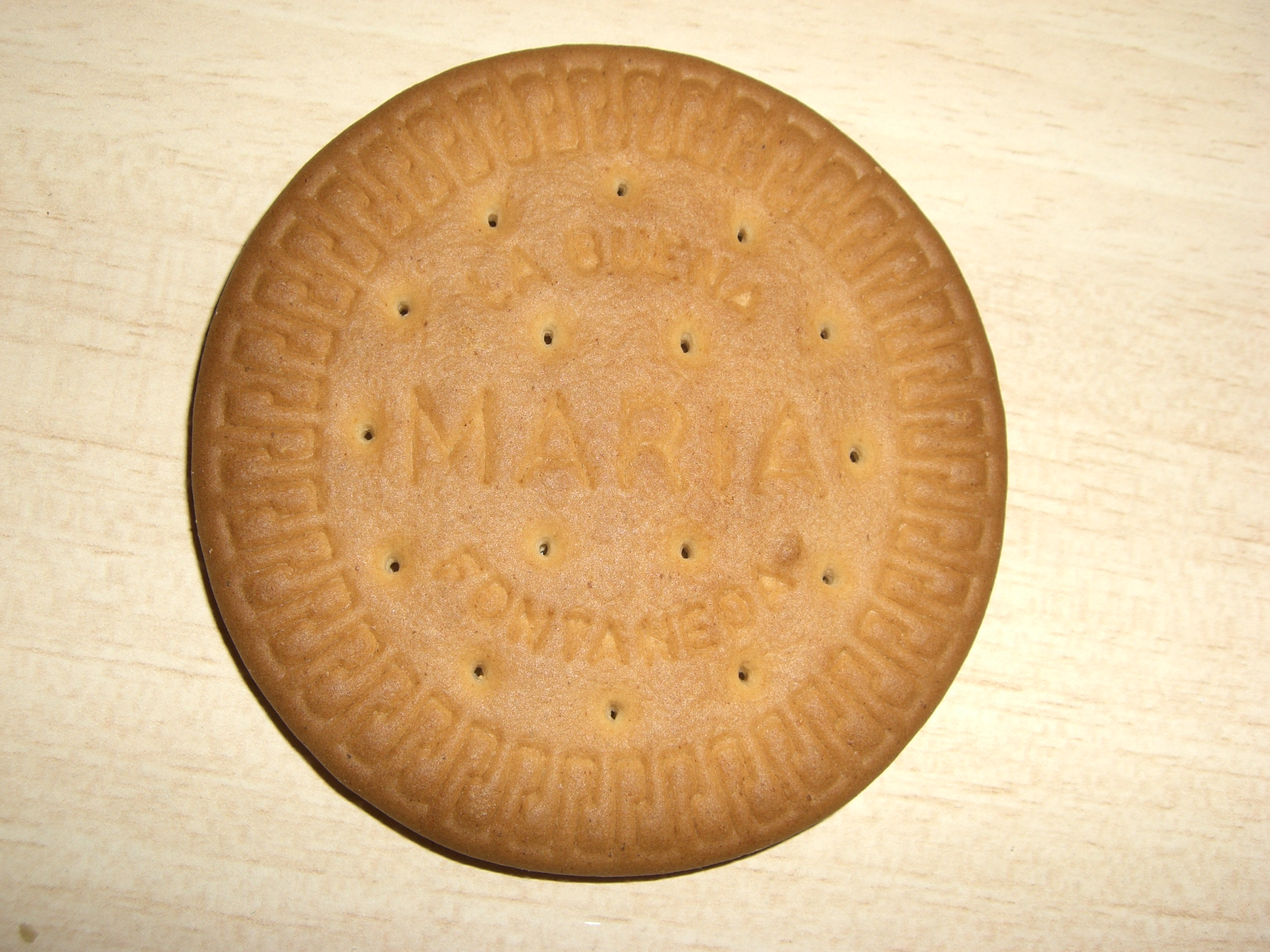
Bolacha Maria.

A bolacha Maria é um tipo popular de doce feito com farinha de trigo, açúcar, óleo e essência de baunilha. O nome "Maria" (ou equivalente em outras línguas) está gravado na superfície, com desenhos na beira.

## História
A bolacha Maria foi criada em 1874 por um padeiro inglês para comemorar o casamento da grã-duquesa Maria Alexandrovna da Rússia com o Duque de Edimburgo.
Foi muito popular depois da Guerra Civil Espanhola, em que foi considerada símbolo da prosperidade da economia ao ser produzida com os excedentes de trigo.